# Jan Glinker
Jan Glinker (* 18. Januar 1984 in Ost-Berlin) ist ein deutscher Fußballtorwart, der seit 2020 beim SV 1908 Grün-Weiß Ahrensfelde unter Vertrag steht.

## Karriere

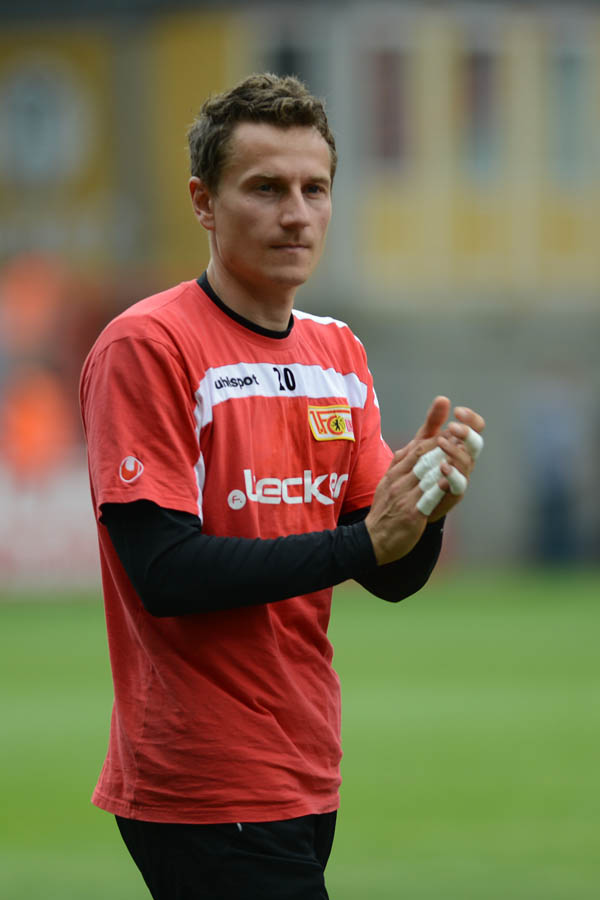
Jan Glinker im Trikot von Union Berlin (2013)

Jan Glinker begann seine Fußball-Karriere 1992 in der Jugend des FC Berlin und wechselte 1999 zu Hertha BSC. Im Jahre 2001 kam er zur A-Jugend des 1. FC Union Berlin. Ab Juli 2002 gehörte Glinker zum Kader des damaligen Zweitligisten. Dort war er dritter Torwart hinter Sven Beuckert und Robert Wulnikowski. Zwei Jahre später bestritt er in der Saison 2003/04 sein Debüt für die erste Mannschaft, als sich Wulnikowski im Spiel bei Alemannia Aachen verletzt hatte. Es folgten bis zum Saisonende noch drei weitere Einsätze in der 2. Bundesliga, wobei er die letzten beiden Spiele durchspielte.
Nach dem Abstieg des 1. FC Union in die Regionalliga 2004 und dem damit verbundenen Abgang Wulnikowskis bekam zunächst Marco Sejna den Vorzug. Im Laufe der Saison setzte sich Glinker endgültig als Stammtorhüter durch. Am Saisonende stand der erneute Abstieg, diesmal in die NOFV-Oberliga Nord. In der Saison 2005/06 gelang dem Verein aber die Rückkehr in die Regionalliga, Glinker kam auf 25 Oberligaeinsätze.
In der Folgesaison hielt Glinker mit der Mannschaft die Klasse und gewann den Berliner Landespokal. Der 1. FC Union stellte mit 39 Gegentoren in 36 Spielen die zweitbeste Abwehr der Liga. In der Saison 2007/08 qualifizierte er sich mit Union für die neue dritte Profiliga und kehrte im Jahr darauf als Meister 2009 in die Zweite Bundesliga zurück. Zu Beginn der Saison 2010/11 bekam Glinker durch die Verpflichtung von Marcel Höttecke Konkurrenz. Im Laufe der Saison verlor er seinen Stammplatz an Höttecke, profitierte später aber von dessen Verletzung. Insgesamt bestritt Glinker in dieser Spielzeit 19 Ligaspiele. Für die Saison 2011/12 wurde ursprünglich Höttecke von Trainer Uwe Neuhaus als Stammtorwart bestimmt, dieser verletzte sich jedoch zu Saisonbeginn erneut. Glinker stand bis zum Ende der Saison wieder in der Startformation der Unioner.
Mit der Verpflichtung von Daniel Haas als direktem Konkurrenten wurde Glinker zu Beginn der Saison 2012/13 wieder auf die Ersatzbank verdrängt; am 27. Spieltag kam er zu seinem einzigen Saisoneinsatz. Trotzdem war der Torhüter bei den Union-Fans beliebt und wurde insgesamt viermal (2007 bis 2009, 2012) zum „Unioner des Jahres“ gewählt. Im Februar 2014 entschied der 1. FC Union Berlin, den Vertrag seines dienstältesten Spielers nicht mehr zu verlängern. Seinen Abschied von den Köpenickern gab er am 11. Mai 2014, dem letzten Spieltag der Saison 2013/14, bei 1:1 im Spiel gegen den TSV 1860 München.
Nach 13 Jahren im Dienst von Union Berlin wechselte er zum 1. FC Magdeburg. Am 31. Mai 2015 stieg er mit der Mannschaft nach den Relegationsspielen gegen Kickers Offenbach in die 3. Liga auf. In der Saison 2017/18 stieg er mit dem 1. FC Magdeburg in die zweite Bundesliga auf. Nach Ablauf dieser Saison wechselte Glinker zu Wacker Nordhausen. Nach der Insolvenz dieses Vereins im Dezember 2019 begann Glinker beim FC Energie Cottbus. Seit dem 25. Juli 2020 spielt er für den Verein SV 1908 Grün-Weiß Ahrensfelde.

## Privates
Jan Glinkers Eltern waren in der DDR sportlich aktiv: Seine Mutter Petra war Leichtathletin, sein Vater Matthias Volleyball-Nationalspieler. Glinkers älterer Bruder Sven war ebenfalls Volleyball-Nationalspieler.